# Гари Купър
Гари Купър (роден Франк Джеймс „Гари“ Купър, на английски: Frank James 'Gary' Cooper) е американски актьор.  През 1999 година Американският филмов институт включва Купър под Номер-11 в класацията на най-големите мъжки звезди на класическото Холивудско кино.

## Биография
Роден е през 1901 година, починал през 1961 година. Кариерата му включва повече от 100 филма, голяма част от които в жанра уестърн. Купър е номиниран пет пъти за награда „Оскар“ в категорията – „Най-добра мъжка роля“, печелейки две статуетки за ролите си във филмите „Сержант Йорк“ (1941) на Хауърд Хоукс и „Точно по пладне“ (1952) на Фред Зинеман. Получава почетна награда от филмовата Академия само месец преди да почине. Понеже е много болен за да присъства на церемонията, от негово име я приема неговият приятел Джеймс Стюарт след прочувствено слово. Има звезда на Алеята на славата.
Той е приятел на Ърнест Хемингуей, с когото прекарват много ваканции заедно. Има любовни връзки с много известни холивудски актриси, между които Марлене Дитрих и Грейс Кели. Умира от рак на 60 години.

## Избрана филмография
| Година | Филм                         | Оригинално заглавие      | Роля                  | Режисьор           | Бележки              |
| ------ | ---------------------------- | ------------------------ | --------------------- | ------------------ | -------------------- |
| 1927   | Криле                        | Wings                    | кадет Уайт            | Уилям Уелман       |                      |
| 1929   | Вирджинецът                  | The Virginian            | Вирджинецът           | Виктор Флеминг     |                      |
| 1930   | Мароко                       | Morocco                  | Легионер Том Браун    | Йозеф фон Щернберг |                      |
| 1936   | Господин Дийдс отива в града | Mr. Deeds Goes to Town   | Лонгфелоу Дийдс       | Франк Капра        | номинация за „Оскар“ |
| 1938   | Каубоят и дамата             | The Cowboy and the Lady  | Стреч Уилоуби         | Ейч Си Потър       |                      |
| 1940   | Западнякът                   | The Westerner            | Коул Хардън           | Уилям Уайлър       |                      |
| 1941   | Запознайте се с Джон Доу     | Meet John Doe            | Джон Ду               | Франк Капра        |                      |
| 1941   | Сержант Йорк                 | Sergeant York            | Алвин Йорк            | Хауърд Хоукс       | награда „Оскар“      |
| 1942   | Гордостта на янките          | The Pride of the Yankees | Лу Гериг              | Сам Ууд            | номинация за „Оскар“ |
| 1943   | За кого бие камбаната        | For Whom the Bell Tolls  | Робърт Джордан        | Сам Ууд            | номинация за „Оскар“ |
| 1945   | Саратога                     | Saratoga Trunk           | Полковник Клинт Марун | Сам Ууд            |                      |
| 1949   | Изворът                      | The Fountainhead         | Хауърд Роурк          | Кинг Видор         |                      |
| 1952   | Точно по пладне              | High Noon                | шериф Уил Кейн        | Фред Зинеман       | награда „Оскар“      |
| 1954   | Градината на злото           | Garden of Evil           | Хукър                 | Хенри Хатауей      |                      |
| 1954   | Вера Крус                    | Vera Cruz                | Бенджамин Трейн       | Робърт Олдрич      |                      |
| 1957   | Следобедна любов             | Love in the Afternoon    | Франк Фланаган        | Били Уайлдър       |                      |
| 1958   | Човек от Запада              | Man of the West          | Линк Джонс            | Антъни Ман         |                      |
| 1959   | Дървото на обесените         | The Hanging Tree         | доктор Джоузеф Фрайл  | Делмар Дейвс       |                      |